# 河内将芳
河内 将芳（かわうち まさよし、1963年8月 - ）は、日本の歴史学者。奈良大学教授。専門は日本中世史。室町・戦国期～織豊政権下の京都についての著作が多い。またこれまで体系的に研究されてこなかった、豊臣秀吉・秀頼父子の造立した方広寺大仏（京の大仏）についての研究を行っている。

## 略歴
- 1963年 大阪府大阪市生まれ
- 1982年 大阪府立市岡高等学校卒業
- 1987年 京都府立大学文学部文学科文化史学専攻卒業
- 1987年 甲南中学校・高等学校教諭
- 1997年 京都大学大学院人間・環境学研究科修士課程修了
- 1999年 京都大学大学院人間・環境学研究科博士課程修了
- 1999年「中世近世移行期における都市社会史の諸相 -16世紀京都を中心に-」で京都大学より博士（人間・環境学）の学位を取得
- 2001年 京都造形芸術大学芸術学部歴史遺産学科専任講師
- 2003年 京都造形芸術大学芸術学部歴史遺産学科助教授
- 2005年 奈良大学文学部史学科助教授
- 2007年 奈良大学文学部史学科准教授
- 2010年 奈良大学文学部史学科教授

## 著書

### 単著
- 『中世京都の民衆と社会』思文閣史学叢書 2000
- 『中世京都の都市と宗教』思文閣出版 2006
- 『祇園祭と戦国京都』角川叢書 2007 / 改訂版　法藏館文庫 2021
- 『秀吉の大仏造立 シリーズ権力者と仏教』法藏館 2008
- 『信長が見た戦国京都 -城塞に囲まれた異貌の都-』洋泉社歴史新書 2010 / 法藏館文庫 2020
- 『祇園祭の中世 -室町・戦国期を中心に-』思文閣出版 2012
- 『日蓮宗と戦国京都』淡交社 2013
- 『歴史の旅 戦国時代の京都を歩く』吉川弘文館 2014
- 『絵画史料が語る祇園祭 -戦国期祇園祭礼の様相-』淡交社 2015
- 『落日の豊臣政権 -秀吉の憂鬱、不穏な京都-』吉川弘文館 2016
- 『戦国京都の大路小路』戎光祥出版 2017
- 『宿所の変遷からみる 信長と京都』淡交社 2018
- 『戦国仏教と京都 -法華宗・日蓮宗を中心に-』法藏館 2019
- 『室町時代の祇園祭』法藏館 2020
- 『大政所と北政所-関白の母や妻の称号はなぜ二人の代名詞になったか-』戎光祥出版 2022
- 『秀吉没後の豊臣と徳川 -京都・東山大仏の変遷からたどる- 』淡交社 2023
- 『都市祭礼と中世京都-表象と実像-』法藏館2024
- 『織田信長と京都』戎光祥出版2024
- 『図説　豊臣秀長ｰ秀吉政権を支えた天下の柱石ｰ』戎光祥出版2025

### 共著・監修
- 『城から見た信長』千田嘉博,下坂守,土平博共著 ナカニシヤ出版 奈良大ブックレット 2015
- 『ビジュアル版京都1000年地図帳 古代から明治まで、地図と写真で巡る世界文化遺産』山田邦和共監修 宝島社 別冊宝島 2015

### 自治体史
- 『今津町史 第1巻 古代・中世』滋賀県今津町 1997
- 『蒲生町史 第四巻 史料編』滋賀県蒲生町 2001
- 『今津町史 第4巻 資料』滋賀県今津町 2003
- 『秦荘の歴史 第1巻 古代・中世』滋賀県秦荘町 2005
- 『近江愛知川町の歴史 第1巻 古代・中世編』滋賀県愛知川町 2005
- 『甲賀市史編纂叢書 第三集 油日神社関係文書調査報告書』滋賀県甲賀市 2007
- 『近江日野の歴史 第二巻 中世編』滋賀県日野町 2009
- 『近江日野の歴史 第八巻 史料編』滋賀県日野町 2010
- 『甲賀市史 第二巻 甲賀衆の中世』滋賀県甲賀市 2012
- 『近江八幡の歴史 第五巻 商人と商い』滋賀県近江八幡市 2012
- 『近江八幡の歴史 第六巻 通史Ⅰ 歴史のあけぼのから安土城まで』滋賀県近江八幡市 2014
- 『近江日野の歴史 第九巻 絵図・要覧編』滋賀県日野町 2015

## 論文
- CiNii>河内将芳

## 参考
- J-GLOBAL
- researchmap